# Lord Charles Wellesley
Lord Charles Wellesley (16 gennaio 1808 – Apsley House, 9 ottobre 1858) è stato un politico, generale, nobile e cortigiano inglese.

## Biografia
Fu il figlio secondogenito di Arthur Wellesley, I duca di Wellington e di Catherine Pakenham. Fu educato presso l'Eton College. Sposò Augusta Sophia Anne Pierrepont, figlia del diplomatico Henry Pierrepont, il 9 luglio 1844. Wellesley rappresentò il Partito Conservatore come Membro del Parlamento (MP) per il South Hampshire dal 1842 to 1852, e per il Collegio di Windsor dal 1852 al 1855.
Nell'esercito inglese raggiunse il grado di maggior generale. Fu anche Chief Equerry e Clerk Marshal presso la regina Vittoria.
Morì nel 1858 all'età di 50 anni.
Quando il fratello maggiore, Arthur Wellesley, II duca di Wellington, morì nel 1884 senza lasciare eredi diretti, il secondo figlio di Lord Charles, Henry (come figlio più anziano sopravvissuto) ereditò il titolo di Duca di Wellington. Quando anche quest'ultimo morì senza figli nel 1900, il titolo passò al secondo figlio di Lord Charles, Arthur, fratello di Henry.

## Ascendenza
|                                        |                                       |                                            | Genitori                |  |  | Nonni |  |  | Bisnonni                            |  |  | Trisnonni    |  |
|                                        |                                       |                                            |                         |  |  |       |  |  | Richard Wesley, I barone Mornington |  |  | Henry Colley |  |
|                                        |                                       |                                            |                         |  |  |       |  |  | Richard Wesley, I barone Mornington |  |  | Henry Colley |  |
|                                        |                                       | Mary Ussher                                |                         |  |  |       |  |  | Richard Wesley, I barone Mornington |  |  |              |  |
| Garret Wesley, I conte di Mornington   |                                       |                                            |                         |  |  |       |  |  | Richard Wesley, I barone Mornington |  |  |              |  |
|                                        |                                       | Elizabeth Sale                             | John Sale               |  |  |       |  |  |                                     |  |  |              |  |
|                                        |                                       | Elizabeth Sale                             | John Sale               |  |  |       |  |  |                                     |  |  |              |  |
|                                        |                                       | Elizabeth Sale                             | Ellinor Desminières     |  |  |       |  |  |                                     |  |  |              |  |
| Arthur Wellesley, I duca di Wellington |                                       | Elizabeth Sale                             |                         |  |  |       |  |  |                                     |  |  |              |  |
|                                        |                                       | Arthur Hill-Trevor, I visconte Dungannon   | Michael Hill            |  |  |       |  |  |                                     |  |  |              |  |
|                                        |                                       | Arthur Hill-Trevor, I visconte Dungannon   | Michael Hill            |  |  |       |  |  |                                     |  |  |              |  |
|                                        |                                       | Arthur Hill-Trevor, I visconte Dungannon   | Anne Trevor             |  |  |       |  |  |                                     |  |  |              |  |
| Anne Hill-Trevor                       |                                       | Arthur Hill-Trevor, I visconte Dungannon   |                         |  |  |       |  |  |                                     |  |  |              |  |
|                                        |                                       | Anne Stafford                              | Edmund Francis Stafford |  |  |       |  |  |                                     |  |  |              |  |
|                                        |                                       | Anne Stafford                              | Edmund Francis Stafford |  |  |       |  |  |                                     |  |  |              |  |
|                                        |                                       | Anne Stafford                              | Penelope Leslie         |  |  |       |  |  |                                     |  |  |              |  |
| Charles Wellesley                      |                                       | Anne Stafford                              |                         |  |  |       |  |  |                                     |  |  |              |  |
|                                        | Thomas Pakenham, I barone di Longford | Edward Pakenham                            |                         |  |  |       |  |  |                                     |  |  |              |  |
|                                        | Thomas Pakenham, I barone di Longford | Edward Pakenham                            |                         |  |  |       |  |  |                                     |  |  |              |  |
|                                        | Thomas Pakenham, I barone di Longford | Margaret Bradestan                         |                         |  |  |       |  |  |                                     |  |  |              |  |
| Edward Pakenham, II barone di Longford | Thomas Pakenham, I barone di Longford |                                            |                         |  |  |       |  |  |                                     |  |  |              |  |
|                                        |                                       | Elizabeth Pakenham, I contessa di Longford | Michael Cuffe           |  |  |       |  |  |                                     |  |  |              |  |
|                                        |                                       | Elizabeth Pakenham, I contessa di Longford | Michael Cuffe           |  |  |       |  |  |                                     |  |  |              |  |
|                                        |                                       | Elizabeth Pakenham, I contessa di Longford | Frances Sandford        |  |  |       |  |  |                                     |  |  |              |  |
| Catherine Pakenham                     |                                       | Elizabeth Pakenham, I contessa di Longford |                         |  |  |       |  |  |                                     |  |  |              |  |
|                                        |                                       | Hercules Langford Rowley                   | Hercules Rowley         |  |  |       |  |  |                                     |  |  |              |  |
|                                        |                                       | Hercules Langford Rowley                   | Hercules Rowley         |  |  |       |  |  |                                     |  |  |              |  |
|                                        |                                       | Hercules Langford Rowley                   | Frances Upton           |  |  |       |  |  |                                     |  |  |              |  |
| Catherine Rowley                       |                                       | Hercules Langford Rowley                   |                         |  |  |       |  |  |                                     |  |  |              |  |
|                                        |                                       | Elizabeth Ormsby Upton                     | Clotworthy Upton        |  |  |       |  |  |                                     |  |  |              |  |
|                                        |                                       | Elizabeth Ormsby Upton                     | Clotworthy Upton        |  |  |       |  |  |                                     |  |  |              |  |
|                                        |                                       | Elizabeth Ormsby Upton                     | Jane Ormsby             |  |  |       |  |  |                                     |  |  |              |  |
|                                        |                                       | Elizabeth Ormsby Upton                     |                         |  |  |       |  |  |                                     |  |  |              |  |